# 健軍駐屯地
健軍駐屯地（けんぐんちゅうとんち、JGSDF Camp Kengun）は、熊本県熊本市東区東町1丁目1−1に所在し、西部方面総監部等が駐屯する陸上自衛隊の駐屯地である。

## 概要
駐屯地司令は、西部方面総監部幕僚長が兼務。隷属する分屯地に高遊原分屯地がある。
最寄の演習場は、大矢野原演習場と黒石原演習場。駐屯地外施設として、熊本送信所が益城町にある。
地元の通称は「健軍自衛隊」、通りの桜並木が有名。創立記念行事は毎年10月に開催している。
平成28年熊本地震の影響により、施設内の一部が崩壊する被害が生じた。

## 沿革
三菱重工業・名古屋航空機製作所分工場（官設民営工場）
- 1941年（昭和16年）：三菱重工業・名古屋航空機製作所の分工場を建設（官設民営工場）。

- 1944年（昭和19年）：熊本航空機製作所が完成。四式重爆撃機・キ-67「飛龍」を製作（終戦まで42機生産）。
- 1945年（昭和20年）：工場名称を「第九製作所」に変更。

陸上自衛隊健軍駐屯地
- 1954年（昭和29年）11月8日：健軍駐屯地が開設[2]。
- 1956年（昭和31年）
  - 1月20日：西部方面総監部が福岡駐屯地から移転開始（2月10日完了）[3]。
  - 1月25日：西部方面警務隊が新編[3]。
- 1957年（昭和32年）
  - 7月14日：方面総監部新庁舎落成[3]。
  - 8月20日：旧熊本空港（旧陸軍健軍飛行場跡）[4]に健軍駐屯地託麻原分屯地が開設[3]され、小月駐屯地から西部方面航空隊が移駐。
  - 11月20日：九州地区補給処健軍支処が編成完結。
- 1960年（昭和35年）1月14日：

1. 西部方面通信隊が編成完結。
2. 会計監査隊西部方面分遣隊が編成完結。

- 1964年（昭和39年）3月26日：第317施設野整備隊が健軍駐屯地から小郡駐屯地へ移駐。
- 1968年（昭和43年）3月1日：西部方面通信隊が西部方面通信群に称号変更。
- 1971年（昭和46年）4月20日：熊本空港移転に伴い、託麻原分屯地を廃止し、高遊原分屯地が開設。
- 1980年（昭和55年）3月25日：西部方面輸送隊が目達原駐屯地から移駐。
- 1998年（平成10年）3月26日：部隊新編等。

1. 第5地対艦ミサイル連隊が編成完結。
2. 九州地区補給処健軍支処を陸上自衛隊九州補給処健軍支処に改称。

- 2003年（平成15年）3月27日：西部方面衛生隊が新編。
- 2005年（平成17年）3月28日：西部方面情報処理隊および西部方面通信情報隊が編成完結。
- 2010年（平成22年）3月26日：西部方面情報処理隊と西部方面通信情報隊を統合し、西部方面情報隊が編成完結。
- 2018年（平成30年）3月27日：陸上自衛隊中央輸送隊第5方面分遣隊（旧・西部方面輸送隊第103輸送業務隊）本部を新編。
- 2019年（平成31年）3月26日：

1. 西部方面通信群が西部方面システム通信群に称号変更。
2. 第301システム防護隊を西部方面システム通信群隷下に新編。

- 2021年（令和3年）3月18日：部隊新編等。

1. 第301電子戦中隊を西部方面システム通信群隷下に新編[5][6]。
2. 第301システム防護隊が西部方面システム通信群からシステム通信団サイバー防護隊隷下へ編成替え。

- 2022年（令和4年）3月17日:部隊新編等。

1. 第303地対艦ミサイル中隊を第5地対艦ミサイル連隊隷下に新編[7]。
2. 第301電子戦中隊が陸上総隊に新編された電子作戦隊隷下に編成替え[8]。

- 2023年（令和05年）3月16日：部隊新編等。

1. 第303地対艦ミサイル中隊が石垣駐屯地に移駐[9]。
2. 第304地対艦ミサイル中隊を第5地対艦ミサイル連隊隷下に新編[10]。

- 2024年（令和06年）年3月21日：

1. 第304地対艦ミサイル中隊を第7地対艦ミサイル連隊第4地対艦ミサイル中隊に改組し、勝連分屯地に移駐。
2. 第2特科団新編に伴い、第5地対艦ミサイル連隊が隷下に編合。
3. 第101特科直接支援隊第2直接支援中隊を第102特科直接支援大隊第2直接支援中隊（第5地対艦ミサイル連隊を支援）に改編[11]。

## 駐屯部隊・機関

### 西部方面隊および隷下部隊・機関
- 西部方面総監部
- 西部方面総監部付隊

- 第2特科団
  - 第5地対艦ミサイル連隊
- 西部方面後方支援隊
  - 第106全般支援大隊
    - 整備中隊
      - 健軍派遣隊：西部方面輸送隊等を支援

  - 第102特科直接支援大隊
    - 第2直接支援中隊：第5地対艦ミサイル連隊を支援

  - 第301通信直接支援中隊：西部方面システム通信群を支援
  - 西部方面輸送隊
    - 西部方面輸送隊本部
    - 西部方面輸送隊本部付隊
    - 第307輸送中隊
    - 第304輸送隊
- 西部方面システム通信群
- 西部方面衛生隊
- 西部方面会計隊
- 西部方面指揮所訓練支援隊
- 西部方面情報隊
- 西部方面音楽隊
- 陸上自衛隊九州補給処
  - 健軍支処
- 健軍駐屯地業務隊

### 陸上総隊直轄部隊
- システム通信団
  - サイバー防護隊
    - 第301システム防護隊
- 電子作戦隊
  - 第301電子戦中隊

### 防衛大臣直轄部隊
- 警務隊
  - 西部方面警務隊
- 陸上自衛隊会計監査隊
  - 西部方面分遣隊
- 陸上自衛隊中央輸送隊
  - 第5方面分遣隊
    - 第5方面分遣隊本部
    - 第1端末地業務班

### 共同の部隊
- 自衛隊情報保全隊
  - 西部情報保全隊

## 最寄の幹線交通
- 高速道路：九州自動車道益城熊本空港IC
- 一般道：国道3号、国道57号、国道226号、国道443号、熊本県道36号熊本益城大津線、熊本県道51号熊本港線、熊本県道232号小池竜田線、熊本県道303号四方寄熊本線
- 鉄道：JR九州鹿児島本線熊本駅、豊肥本線新水前寺駅・熊本市交通局健軍町停留場
- バス：九州産交バス「自衛隊前」（高速バス・空港リムジンバス停車）、熊本都市バス「西部統監部前」など
- 港湾：熊本港、八代港、三角港（重要港湾）、鬼池港（地方港湾）
- 飛行場：熊本空港（第二種空港）、天草飛行場（その他の空港）

## 重要施設
- 苓北発電所（出力140.0万kW）（天草郡苓北町）
- 大平発電所（出力50.0万kW）（八代市坂本町鮎帰）
- 財団法人化学及血清療法研究所（熊本市）
- 天草五橋（国道266号）

## その他
- 熊本航空機製作所の建物について、組み立て工場を九州補給処健軍支処が使用しており、現存している。
- 創立記念式典はグラウンドで観閲式を行った後、駐屯地前の桜並木通りを封鎖して市中パレードを兼ねる形で観閲行進を行う。観閲部隊は主に健軍駐屯地や北熊本駐屯地の所在部隊を中心に編成される。（そのため、西部方面特科隊については指揮官は健軍駐屯地に駐在する隷下部隊の第5地対艦ミサイル連隊長が行う。）
- 観閲飛行では航空自衛隊機や海上自衛隊機による祝賀飛行も行われる。

### 過去の分屯地
託麻原分屯地（たくまぶんとんち）は、西部方面航空隊等が駐屯していた陸上自衛隊健軍駐屯地の分屯地である。
沿革
- 1957年（昭和32年）8月20日：旧熊本空港に健軍駐屯地託麻原分屯地が開設。小月駐屯地から西部方面航空隊が移駐。
- 1971年（昭和46年）4月19日：託麻原分屯地が廃止。